# Universidad Loyola del Pacífico
La Universidad Loyola del Pacífico (ULP), está ubicada en el puerto de Acapulco (México), surgió como un proyecto impulsado por un grupo de empresarios acapulqueños para contribuir en el avance tecnológico y cultural del puerto. Perteneció  al Sistema Universitario Jesuita hasta febrero de 2018.

## Historia

### Rectores
- Lic. Alberto Solorio Durán
- Ing. Jorge A. Corzo
- Mtro. Mariano I. Alonso Marcos
- Ing. Enrique F.N. Pasta Muñuzuri
- Mtro. Sergio Lepez Vela
- Mtro. Enrique F.N. Pasta Muñuzuri

### Relación con el sistema UIA - ITESO
En febrero de 1992, la Universidad Loyola y la Universidad Iberoamericana suscribieron un convenio de cooperación e intercambio académico mediante el cual la primera se comprometía a regirse mediante el ideario, filosofía educativa y demás documentos básicos de la Universidad Iberoamericana, y ésta a su vez se comprometía a dar asesoría académica y administrativa para el adecuado funcionamiento de la Universidad Loyola.
Mediante este convenio, se facilitaba el uso de sus programas, planes de estudio y métodos educativos de la Universidad Iberoamericana en la Loyola del Pacífico.

## Constitución legal
La Universidad Loyola está constituida por dos patronatos que le dan figura legal:
EISAAC (Enseñanza e Investigación Superior de Acapulco Asociación Civil), legalmente constituida en la Ciudad y Puerto de Acapulco, mediante escritura del dos de diciembre de mil novecientos ochenta y seis ante la Notaría Pública número siete del DIstrito Judicial de Tabares.
ULPAC (Universidad Loyola del Pacífico A.C.), legalmente constituida en la Ciudad y Puerto de Acapulco, mediante, escritura del ocho de enero de mil novecientos noventa y dos ante la Notaría Pública Número Diez del Distrito Judicial de Tabares.

## Misión
Formar académicamente hombres y mujeres, desde el humanismo ignaciano, que contribuyan responsablemente al desarrollo sustentable en lo económico, político y social de la región y el país, mediante la construcción y difusión del conocimiento y la cultura que favorezca el logro de una sociedad justa, equitativa y solidaria en un ambiente de apertura, libertad y respeto.

## Visión
La Universidad Loyola, inspirada en el modelo educativo ignaciano, será la primera opción de educación en Acapulco, reconocida por sus altos estándares de calidad académica y propuestas formativas, por la pertinencia social de sus programas y la contribución significativa de sus egresados al desarrollo sustentable del país ya la promoción de la justicia, la equidad y la solidaridad.

## Oferta académica
Los planes de estudio se han trabajado en conjunto con todas las Universidades del Sistema Universitario Jesuita, de modo que este nuevo enfoque permite una mayor equivalencia en las materias con los seis planteles de la Ibero y el ITESO.
Su planta docente incluye más de 160 profesores actualizados en conocimientos profesionales y estrategias pedagógicas. Esta educación integral incluye prácticas en más de quince talleres, además de conferencias, congresos y viaje de estudio. 

### Licenciaturas
- Administración y Gestión de Negocios
- Arquitectura
- Ciencias Ambientales y Desarrollo Sustentable
- Comunicación
- Derecho
- Diseño Gráfico
- Ingeniería Industrial
- Ingeniería en Tecnologías de Información
- Mercadotecnia
- Negocios internacionales

### Maestrías
La Universidad Loyola del Pacífico cuenta con cuatro maestrías y una especialidad. 
- Maestría en Administración y Dirección Estratégica
- Maestría en Políticas Públicas

## Vida universitaria

### Qué hacer en la Universidad Loyola
Para la Loyola, la vida universitaria es mucho más que asistir a las aulas para obtener un grado. El modelo vive la educación integral, por lo que se promueve la participación de los alumnos en diferentes actividades, para lo cual se abrió una amplia gama de posibilidades que actividades extracurriculares:
- Conferencias y jornadas académicas
- Viajes de estudio
- Talleres culturales
- Grupo de música
- Coro
- Grupo de teatro
- Torneos deportivos internos
- Representativos deportivos con participación en ligas locales
- Día de la Integración
- Día de la Comunidad
- Sociedades de alumnos
- Grupos estudiantiles
- Pastoral universitaria
- Jornadas ignacianas
- InterSUJ Cultural (encuentro cultural del Sistema Universitario Jesuita con participación de las Iberos, el ITESO, la Loyola, la Ayuuk y la Rafael Landívar de Guatemala).
- InterSUJ deportivo
- Interprepas
- Misiones
- Retiros

### Actividades deportivas
Las actividades deportivas se organizan cada semestre.
- Atletismo: femenino / Masculino
- Básquetbol: Femenino / Masculino·
- Bádminton
- Categoría de EA sports
- Fútbol soccer y rápido: Femenino / Masculino
- Tae kwon do: Femenino / Masculino
- Tenis: Femenino / Masculino
- Voleibol de playa y sala: Femenino / Masculino

Dependiendo del deporte, los representativos participan en torneos locales, en la universiada y los INTERSUJ Deportivos (Encuentro deportivo de las Iberos Ciudad de México, León, Puebla, Tijuana, Torreón, ITESO de Guadalajara, Ayuuk de Oaxaca y Rafael Landívar de Guatemala).

### Actividades culturales
El programa de Promoción Cultural tiene como objetivo ofrecer a la comunidad de la Loyola la posibilidad de enriquecer su experiencia universitaria y personal a través de la participación en actividades artísticas diversas.
Talleres
- Pintura con acuarela
- Fotografía (básico)
- Fotografía (avanzado)
- Percusiones: música y ritmo para todos
- Guitarra básica

Grupos
- Grupo de música (Cerca & Trova)
- Grupo de teatro
- Brigada Loyola
- Grupo de coro

## Instalaciones
En un campus privilegiado por su naturaleza, su vista, su amplitud y su microclima fresco, la Loyola se ubica en una superficie aproximada de quince kilómetros cuadrados donde podrás encontrar las siguientes instalaciones:

### Para vida académica
- Biblioteca
- 21 aulas de licenciatura
- Nueve aulas de preparatoria
- Taller de foto
- Taller de video
- Taller de física y química
- Taller de redes y sistemas digitales
- Cuatro talleres de cómputo
- Campus Virtual
- Cinco talleres de dibujo
- Taller de serigrafía
- Taller de mecánica
- Taller de figura humana
- Centro de copiado e impresión

### Para vida universitaria
- Cafetería
- Anfiteatro
- Cancha de fútbol rápido y multiusos
- Sala de videoconferencias
- Salón de usos múltiples
- Estacionamiento

### Jardín Botánico
El Jardín Botánico "Esther Pliego de Salinas", fue inaugurado el 2 de marzo de 2002 y se encuentra dentro de las instalaciones de la Universidad Loyola del Pacífico, y es cuidado por el Primer Club de Jardinería en Acapulco.